# Grodzisko Walik w Brzezowej
Grodzisko Walik w Brzezowej – wczesnosłowiańskie grodzisko z VIII/IX w., położone w miejscowości Brzezowa w środkowej części Beskidu Niskiego.

## Lokalizacja
Od południa wieś Brzezową otaczają trzy kulminacje górskie Beskidu Niskiego. Od strony wschodniej bezleśny Jeleń (501 m), środkowy pokryty polami Walik i na zachodzie całkowicie zalesiony wierzchołek o nazwie Trzy Kopce (696 m). Grodzisko położone jest na wierzchołku wzgórza Walik o wysokości 468 m, na południe opadającego do miejscowości Jaworze. Leży w dorzeczu Wisłoki w odległości około 2 km od rzeki, która płynie po jego wschodniej stronie. Grodzisko zajmuje wypłaszczenie szczytowe lekko opadające w kierunku wschodnim.

## Opis
W toku swojej wielkiej ekspansji Słowianie w dorzeczu Wisłoki pojawili się w VII w. Efektem zasiedlania tego rejonu było powstanie szeregu warowni. Wzdłuż Wisłoki ślady ich obecności zachowały się w postaci grodzisk w Braciejowej, Przeczycy, Trzcinicy i Brzezowej. 
Grodzisko brzezowskie zostało odkryte i wstępnie zbadane w latach 1952–53 przez zespół badawczy Karpackiej Ekspedycji Archeologicznej. Dalsze badania archeologiczne z lat 80. i 90. XX w. datują je na VIII–X wiek. Obecnie (2021) grodzisko zajmuje powierzchnię około 4 ha i pomimo erozji i rolniczego użytkowania dość dobrze się zachowało. Plac centralny zwany majdanem grodziska ma kształt owalu o średnicach 130 i 180 m. Otoczony jest podwójnym pierścieniem wałów mających miejscami wysokość 3,5 m, ze śladami fos. Dodatkowy trzeci wał zamyka półkolem przestrzeń od strony południowej. Prawdopodobnie gród otoczony był osadami otwartymi zajmującymi się hodowlą i uprawą ziemi.
Część grodziska lub nawet jego całość nazywana była przez okoliczną ludność "Kocim Zamkiem", co zapewne powstało przez zniekształcenie określenia "koczy zamek" lub "kotczy zamek", oznaczającego twierdzę złożoną z wozów (koczów) – wynalazku czeskich husytów. Przypuszcza się, że ok. połowy XV w. mógł przez jakiś czas funkcjonować na wzgórzu taki obóz założony przez taborytów, przybyłych tu z terenów Górnych Węgier (dzisiejszej Słowacji.

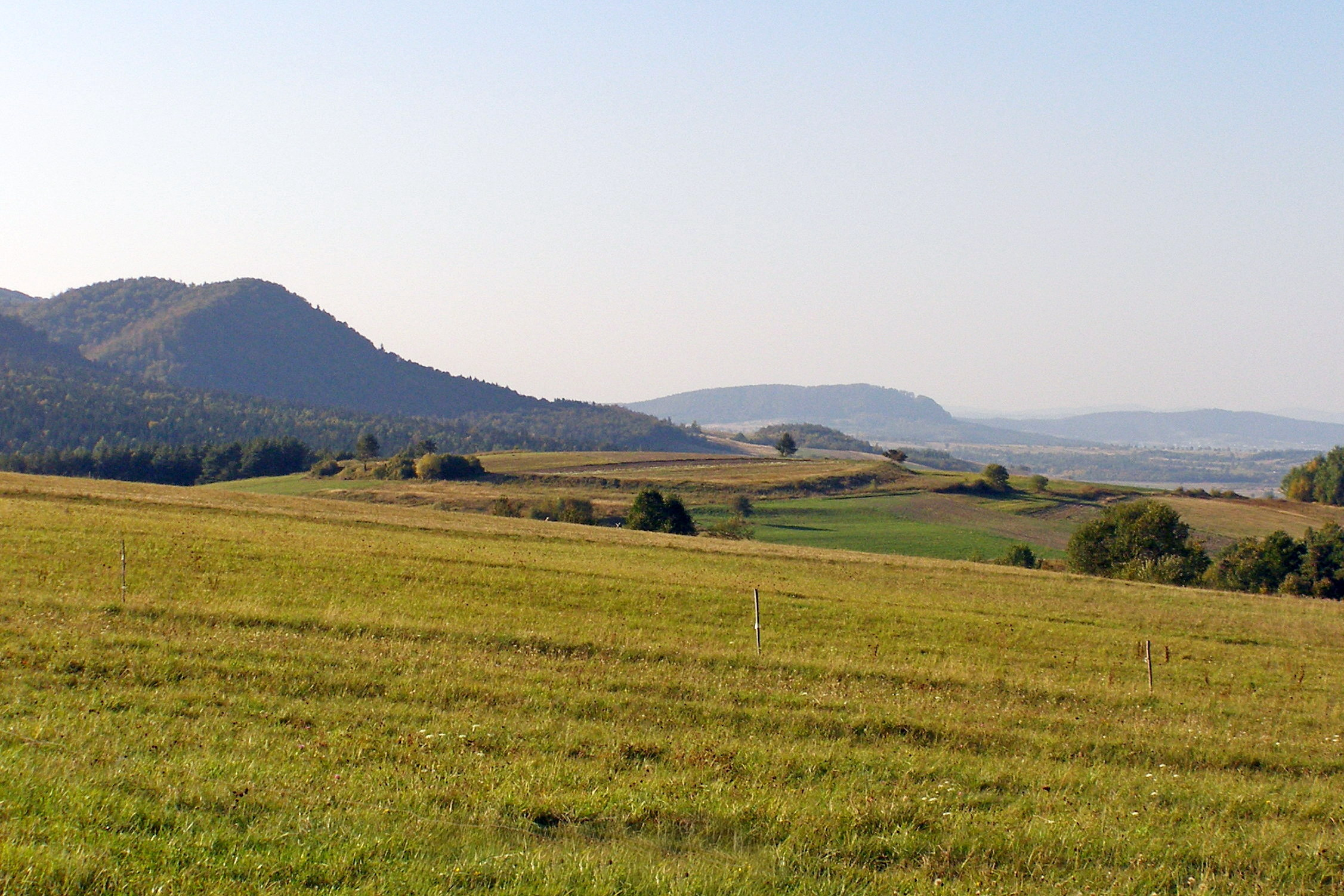
Widok grodziska od strony wschodniej
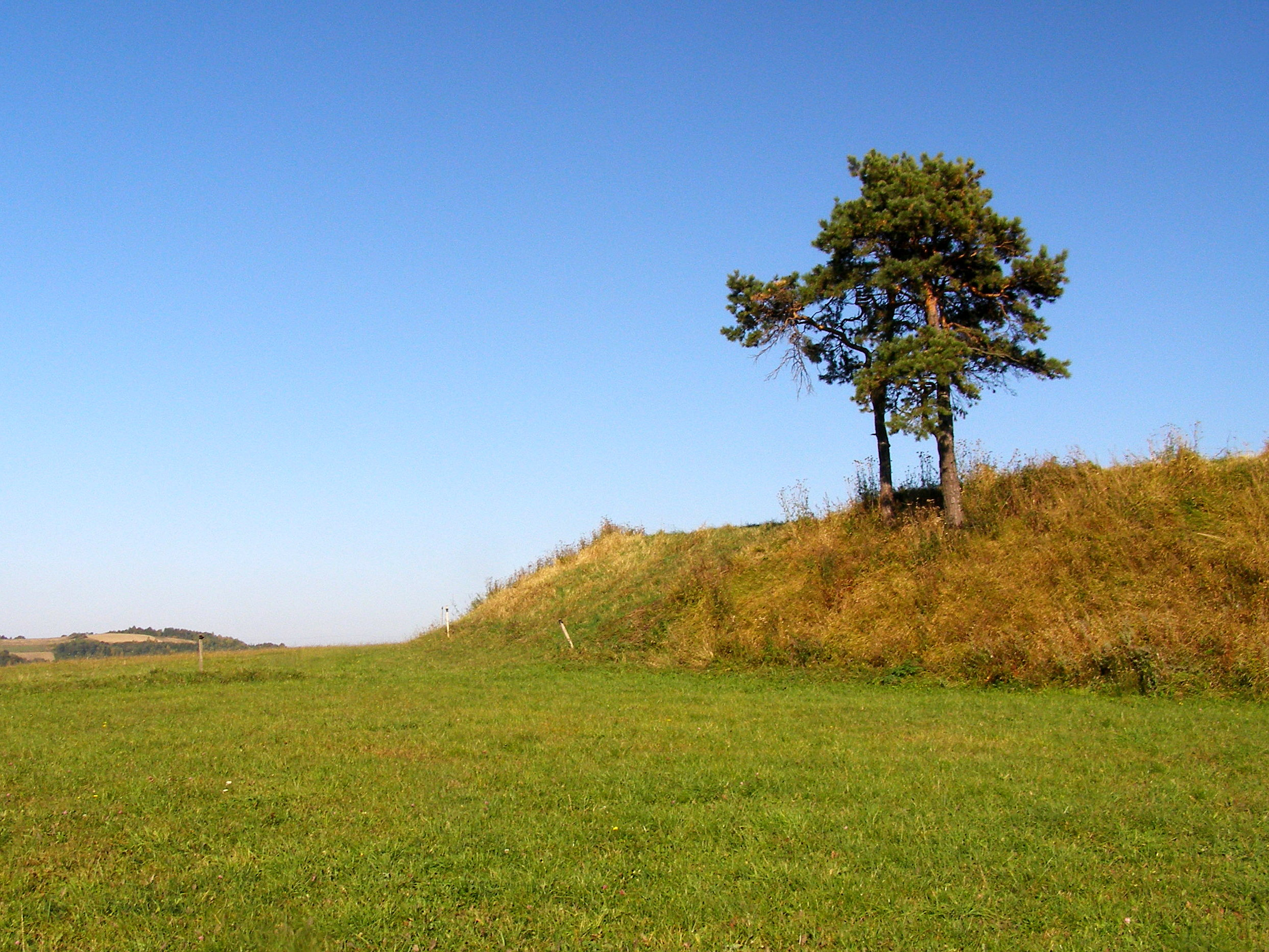
Fragment wału
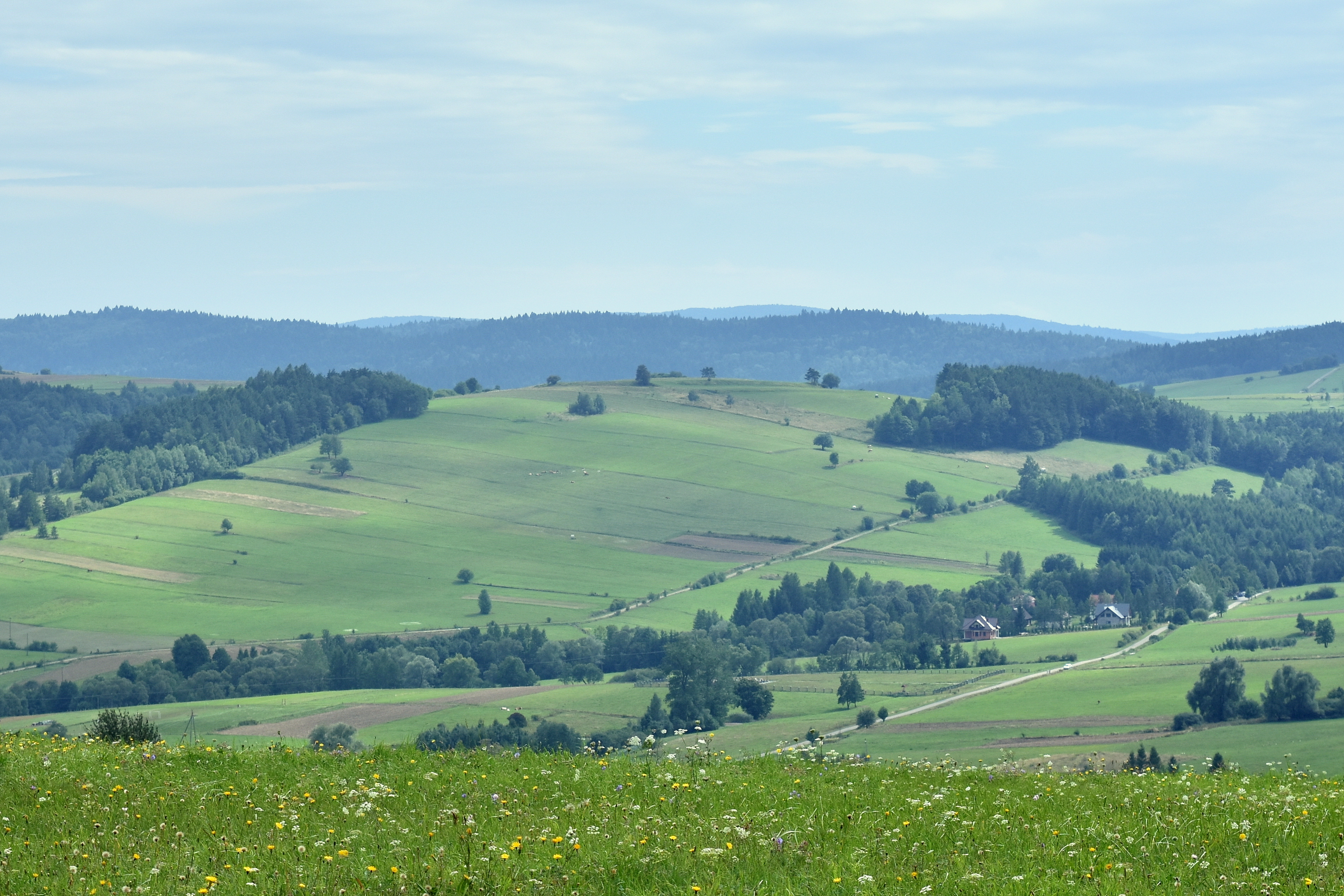
Widok grodziska od strony północnej

W trakcie badań w centrum majdanu odkryto pozostałości chaty-półziemianki o wymiarach 5,6 x 3,8 m, z paleniskiem z kamieni w środku. Na inną czworokątną półziemiankę o wymiarach 4,2 x 4 m, z okrągłym paleniskiem natrafiono w północno-wschodniej części placu centralnego. Natomiast w części południowo-wschodniej majdanu odsłonięto nieregularny, płaskodenny obiekt o wymiarach 11,4 x 2,2–6 m o trudnej do ustalenia funkcji. Na grodzisku znaleziono kilkaset fragmentów naczyń wczesnośredniowiecznych oraz żelazny nóż z wolutowym zakończeniem rękojeści. Na obszarze międzywala i majdanu odkryto warstwę kulturową zawierającą zabytki z okresu rzymskiego.
Z przeprowadzonych badań wynika, iż gród spłonął przed ukończeniem budowy albo był używany okresowo lub doraźnie. Być może biegł tędy bardzo stary szlak na przełęcz nad Grabiem omijający wielki łuk Wisłoki. Zresztą w XI w. zaobserwowano zanik wielkich grodów typu Brzezowa czy Trzcinica uwarunkowany wydarzeniami politycznymi i kulturalnymi i procesem tworzenia większych organizmów państwowych, jakimi były opola i kasztelanie.
Przez miejscową ludność grodzisko, ze względu na zachowane umocnienia-waliki, nazwane: Walik.

## Szlaki turystyczne
Przez grodzisko Walik przebiegają następujące szlaki turystyczne:
- Szlak konny Nowy Żmigród - Brzezowa - Jeleń (501 m) - Desznica[1]
- Szlak rowerowy Nowy Żmigród - Mytarz - Bucznik (519 m) - Brzezowa - Walik - Skalnik - Kąty - Grzywacka Góra - Nowy Żmigród[1]